# Airaphilus peyerimhoffi
Airaphilus peyerimhoffi is een keversoort uit de familie spitshalskevers (Silvanidae). De wetenschappelijke naam van de soort werd in 1950 gepubliceerd door Antonio Cobos Sánchez.